# Norbert Ghafouri
Norbert Ghafouri (* 1963 in Kamen, Westfalen, nach anderen Quellen Dortmund) ist ein deutscher Schauspieler, Regisseur und Schauspiellehrer.

## Leben
Ghafouri begann zunächst ein Studium der Biologie und Chemie, absolvierte dann jedoch von 1986 bis 1989 eine Schauspielausbildung an der Hochschule der Künste Berlin, heute Universität der Künste Berlin. Sein erstes Engagement als Theaterschauspieler hatte er an der Freien Volksbühne Berlin (1990–1991). Dort debütierte er, an der Seite von Alexander Held, als intriganter Komplize Fiscur in dem Schauspiel Liliom von Ferenc Molnár. Weitere Theaterengagements Ghafouris folgten am Pfalztheater Kaiserslautern (Festengagement 1991–1993), bei den Salzburger Festspielen (1993/1994), am Stadttheater Würzburg (Festengagement 1993–1995), am Ekhof-Theater in Gotha (1997), an den Düsseldorfer Kammerspielen (1997) und am Staatstheater Stuttgart (1998–2001).
Als Theaterschauspieler interpretierte Ghafouri ein breites Repertoire, das Stücke von William Shakespeare und Molière, die deutschen Autoren der Klassik und Romantik, das Theater der Jahrhundertwende, aber auch Stücke der Moderne und des zeitgenössischen Theaters (Heinar Kipphardt, Botho Strauß) umfasste. Zu seinen Bühnenrollen gehörten unter anderem: Tybalt in Romeo und Julia, Melchior Gabor in Frühlings Erwachen, Leonardo in Trilogie der Sommerfrische von Carlo Goldoni, Prinz von Guastalla in Emilia Galotti, Jupiter in Amphitryon von Moliere und Major Arnold in Der Fall Furtwängler von Ronald Harwood.
1993/1994 wirkte er bei den Salzburger Festspielen als Römischer Bürger in Coriolan mit. Am Staatstheater Stuttgart spielte er mehrere Spielzeiten Titelrollen in verschiedenen Stücken, zuletzt die des Don Juan in George Bernard Shaws philosophischem Dialog Don Juan in der Hölle.
Seit Ende der 1980er Jahre arbeitete Ghafouri regelmäßig auch für Film und Fernsehen. Ghafouri übernahm hierbei mehrere durchgehende und wiederkehrende Serienrollen. 1992 war er in der ZDF-Serie Siebenbirken zu sehen. Es folgten durchgehende Serienrollen als Rechtsanwalt Stüter in der Kultserie Edel & Starck, als Oberfeldarzt Dr. Rieckhoff in Die Rettungsflieger und als Vorsitzender Richter in der Krimiserie Im Namen des Gesetzes. Auch in der Serie Die Anwälte verkörperte er 2008 in einer Folge einen Vorsitzenden Richter. Mehrfach war er in der ARD-Serie Tierärztin Dr. Mertens in der Rolle des Inhabers eines Designstudios zu sehen, der sich für die künstlerischen Arbeiten der Mutter der Tierärztin interessiert.
Ghafouri spielte außerdem eine ganze Reihe von Episodenhauptrollen, u. a. in Kurklinik Rosenau, In aller Freundschaft, Notruf Hafenkante, SOKO Leipzig, Fabrixx und Unser Charly.
Ghafouri war auch als Theaterregisseur (Klassenfeind von Nigel Williams, Die Räuber, Die Präsidentinnen von Werner Schwab darunter Uraufführungen von Die Füße im Feuer von Marie Luise Kaschnitz oder Aus der Fremde von Ernst Jandl) und Filmregisseur tätig. Seit Mitte der 1990er Jahre arbeitet er zudem intensiv als Schauspiellehrer und als Schauspielcoach. 1995 gründete er in Berlin mit der Coaching Company Berlin das erste Trainingszentrum für ausgebildete Schauspieler in Deutschland. 2005 folgte die Eröffnung der Filmschauspielschule Berlin, die sich neben einer klassischen Theaterausbildung auch auf die Ausbildung zu Filmschauspielern konzentriert. Ghafouri ist Leiter beider Lehrinstitute.
Ghafouri lebt in Berlin.

## Filmografie (Auswahl)
- 1990: High Score
- 1992: Siebenbirken (Fernsehserie)
- 1993: Ein Elefant im Krankenhaus
- 1996: Max Wolkenstein: In der Falle (Fernsehserie, eine Folge)
- 1997: Kurklinik Rosenau: Gottes Wege (Fernsehserie, eine Folge)
- 1999: Versprich mir, dass es den Himmel gibt (Fernsehfilm)
- 2000: Für die Liebe ist es nie zu spät (Fernsehfilm)
- 2002: Das Duo – Tod am Strand (Fernsehreihe)
- 2002–2004: Edel & Starck (Fernsehserie, 10 Folgen)
- 2002–2008: Im Namen des Gesetzes (Fernsehserie, 19 Folgen)
- 2004: Die Rettungsflieger (Fernsehserie, 8 Folgen)
- 2004: In aller Freundschaft: Herbststurm (Fernsehserie, eine Folge)
- 2005: SOKO Leipzig: Rufmord (Fernsehserie, eine Folge)
- 2007: Notruf Hafenkante: Die türkische Braut (Fernsehserie, eine Folge)
- 2008: Tierärztin Dr. Mertens (Fernsehserie, 3 Folgen)
- 2008: Die Anwälte: Dämmerung (Fernsehserie, eine Folge)
- 2009: Unser Charly: Der letzte Ritte für Little Joe (Fernsehserie, eine Folge)
- 2010: Küss Dich Reich (Fernsehfilm)
- 2012: Alles Klara: Geburtstagsfest für eine Leiche (Fernsehserie, eine Folge)
- 2015: Alles was zählt (Fernsehserie, 5 Folgen)
- 2016: Plan B: Scheiß auf Plan A
- 2020: Enfant Terrible
- 2021: Rote Rosen: Beste Freunde (Fernsehserie, eine Folge)
- 2021: Gute Zeiten, schlechte Zeiten (Fernsehserie, 21 Folgen)
- 2023: Ein starkes Team: Im Namen des Volkes (Fernsehreihe)
- 2023: Dr. Nice – Hand aufs Herz (Fernsehreihe)
- 2024: Die Rosenheim-Cops: Ein teurer Abend (Fernsehserie, eine Folge)
- 2024: Bad Director

## Theater
- 1993: William Shakespeare: Coriolan (Römischer Bürger/Römischer Soldat) – Regie: Deborah Warner (Salzburger Festspiele – Felsenreitschule)